# 亞歷克斯·科利亞多
亞歷克斯·科利亞多（西班牙語：Álex Collado；1999年04月22日—），西班牙加泰隆尼亞足球運動員，司職邊鋒與進攻中場，現效力於卡塔爾星級足球聯賽球隊夏馬爾。於2020/21賽季擔任巴塞隆納B隊隊長
。

## 外部連結
- Soccerway資料庫：亞歷克斯·科利亞多